# لوئیجی تورچی
لوئیجی تورچی (انگلیسی: Luigi Turci؛ زادهٔ ۲۷ ژانویهٔ ۱۹۷۰) بازیکن فوتبال اهل ایتالیا است.
از باشگاه‌هایی که در آن بازی کرده‌است می‌توان به باشگاه فوتبال آلساندریا، باشگاه فوتبال کرمونزه، باشگاه فوتبال اودینزه، باشگاه فوتبال سمپدوریا، و باشگاه فوتبال چزنا اشاره کرد.